# 厄瓜多啄木
厄瓜多啄木（學名：Campephilus gayaquilensis）屬於啄木鸟科紅頭啄木鳥屬。主要棲息於哥伦比亚、厄瓜多尔和秘鲁。

## 分类与系统学
此物種一度被归类到Scapaneus屬，後被并入了Phloeoceastes屬，后者的屬現今則又被合并至紅頭啄木鳥屬（Campephilus）當中。該鳥屬單型種。

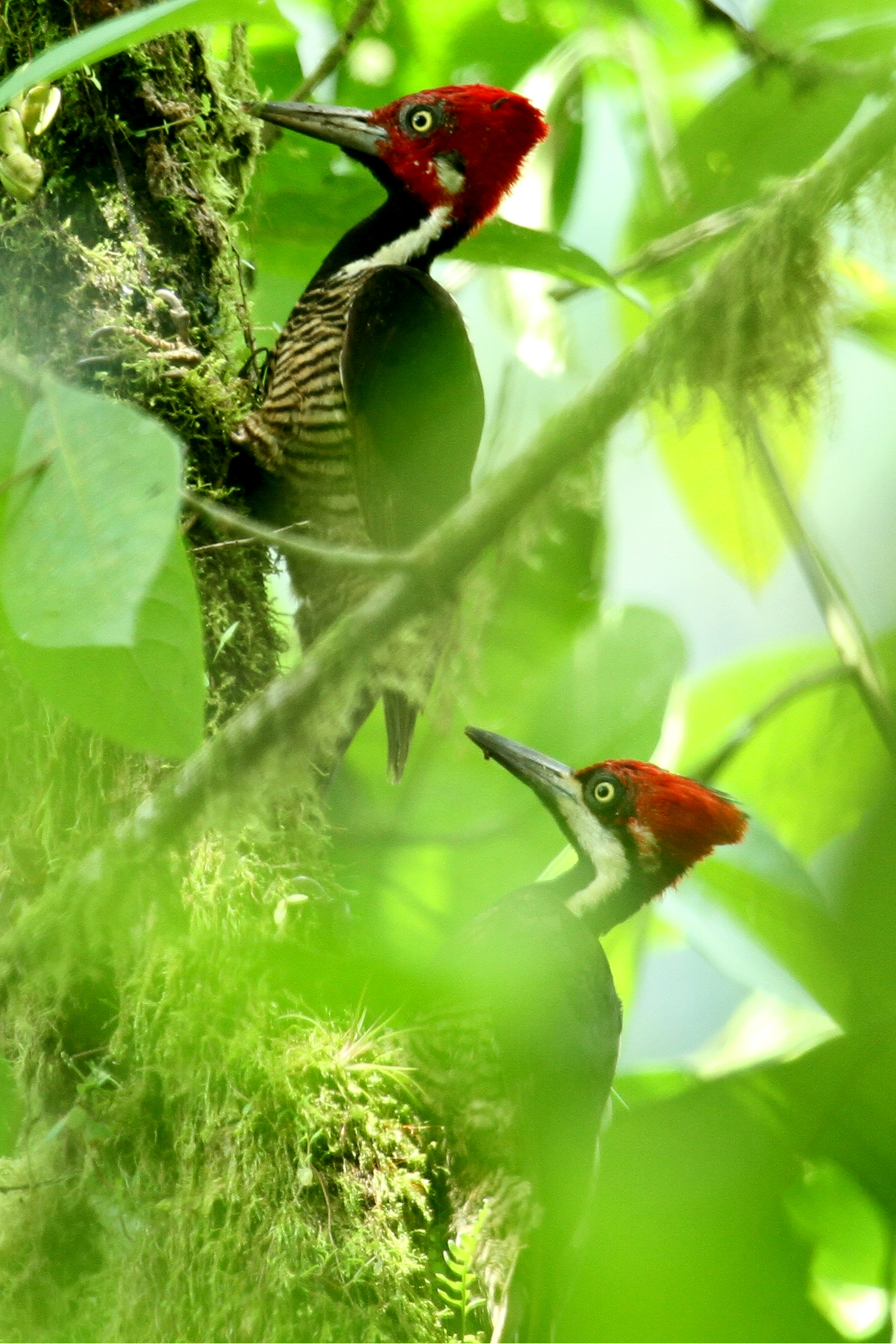
在布瓦文图拉保护区所拍攝的厄瓜多啄木鳥，下方个体为雌性

## 描述
此鳥身長約32至34公分，體重約230至253公克。雌雄個體的頸部至背部皆為黑色；背部下方至尾上覆羽為白色，並帶有黑色條紋；頸部兩側有白色條紋延伸至背部上方，形成「V」字形圖案。翅膀表面呈黑褐色；翅膀羽毛為褐色，內側帶有肉桂色或黃褐色斑點；翅膀下方羽毛為白色，翅尖及邊緣呈褐色。幼鳥翅膀羽毛呈肉桂色，尾羽深褐色並帶有少量黑褐色，頸部及胸前羽毛為黑色，剩下的則為白褐色或著是肉桂色，並夾雜棕黑色条纹。成年雄鳥頭部呈紅色，耳羽覆蓋處帶有一個小型黑白斑點。成年雌鳥則無此斑點，其喙部延伸至耳羽覆蓋處並向下彎曲，具有明顯的白色條紋，兩側以黑色條紋鑲邊，並與頸部白色條紋相連。成鳥喙部呈長鑿形，灰色，下喙顏色較淺；虹膜呈淡黃色；腿部灰褐色或青灰色。幼鳥外觀與成鳥相似，但其臀部及下體條紋較少；雄性幼鳥頭部與成鳥雌性相似，而雌性幼鳥頭部則較成鳥顏色更深。

## 分布与栖息地
該鸟分布于哥伦比亚西南部的考卡省和安第斯山脈西侧，以及秘鲁西北部的卡哈马卡大區（Department of Cajamarca）。主要棲息於乾濕落葉林內及林緣，亦見於成熟次生林。於哥倫比亞，其棲息高度最高可達海拔1100公尺，厄瓜多及秘魯則可達1500公尺，但大多數時間活動於海拔800公尺以下。

## 行为

### 移动
該鸟在其分布范围内為常年居住的留鸟。

### 取食
該鸟常與其他夥伴成对觅食，通常在森林的树冠中進行活动。该鸟食尚不清楚，但可能与其近亲物種红冠啄木（C. melanoleucos）相似。

### 繁衍
該鸟繁衍季尚未确定，至少已確認此期間涵蓋5月及10月。其繁殖細節及生命週期目前仍不明確。

### 鳴叫聲及敲擊聲
最常見的鳴叫聲為清晰響亮的「kwi-kwi-kwe-rrrrrrr」聲。興奮狀態下，則會發出「kwik-kwik-kwikerrr」及「kik-kwiddit」的鳴叫聲。該物種的敲擊聲持續時間約為一秒鐘，敲擊次數為4至7次（常為6次），其特徵為第一聲響亮有力，隨後敲擊聲逐漸減弱。

## 物種状态
国际自然保护联盟（IUCN）将該鸟评估为「无危物种」。分布廣泛，估計至少有25,000隻成年個體，但族群數量似乎有下降趨勢。其主要威脅來自農業及畜牧業造成的森林砍伐，然其適應環境破壞及惡化的能力似乎相對良好。該鳥出没于厄瓜多和秘鲁境内的多個保護區。